# Esperiopsis challengeri
Esperiopsis challengeri är en svampdjursart som först beskrevs av Ridley 1885.  Esperiopsis challengeri ingår i släktet Esperiopsis och familjen Esperiopsidae. Utöver nominatformen finns också underarten E. c. meangensis.